# Kocēni
Kocēni (deutsch: Kokenhof) ist eine Ortschaft in der Region Vidzeme, dem historischen Livland im Norden Lettlands, 5 km westsüdwestlich von Valmiera. Es ist Hauptort der gleichnamigen Gemeinde.

## Geschichte
Der Ort entwickelte sich um das Rittergut Kokenhof. Von 1763 bis 1846 gehörten das Dorf und das Rittergut der Familie Anhorn von Hartwiß. Seit 1857 bestand eine Bierbrauerei.  1938 wurde eine Gemeindeverwaltung mit dem benachbarten Duckershof eingerichtet.
Heute gibt es in Kocēni eine Grundschule, ein Kulturhaus, eine Apotheke ein Sportclub sowie eine Pferdezucht.
Der Bezirk Kocēni (Kocēnu novads) entstand 2009 aus den Gemeinden Bērzaine, Dikļi, Vaidava, Zilākalns und Kocēni, anfangs noch unter dem Namen Valmieras novads. Der Bezirk ging 2021 im neuen Bezirk Valmiera auf.

## Gemeinde Kocēni
Die Gemeinde Kocēni (Kocēnu pagasts) hat 2676 Einwohner (2021) und umfasst neben dem Hauptort Kocēni die Ortschaften Rubene (Papendorf), Mujāni (Mojahn), Toža und Brandeļi.

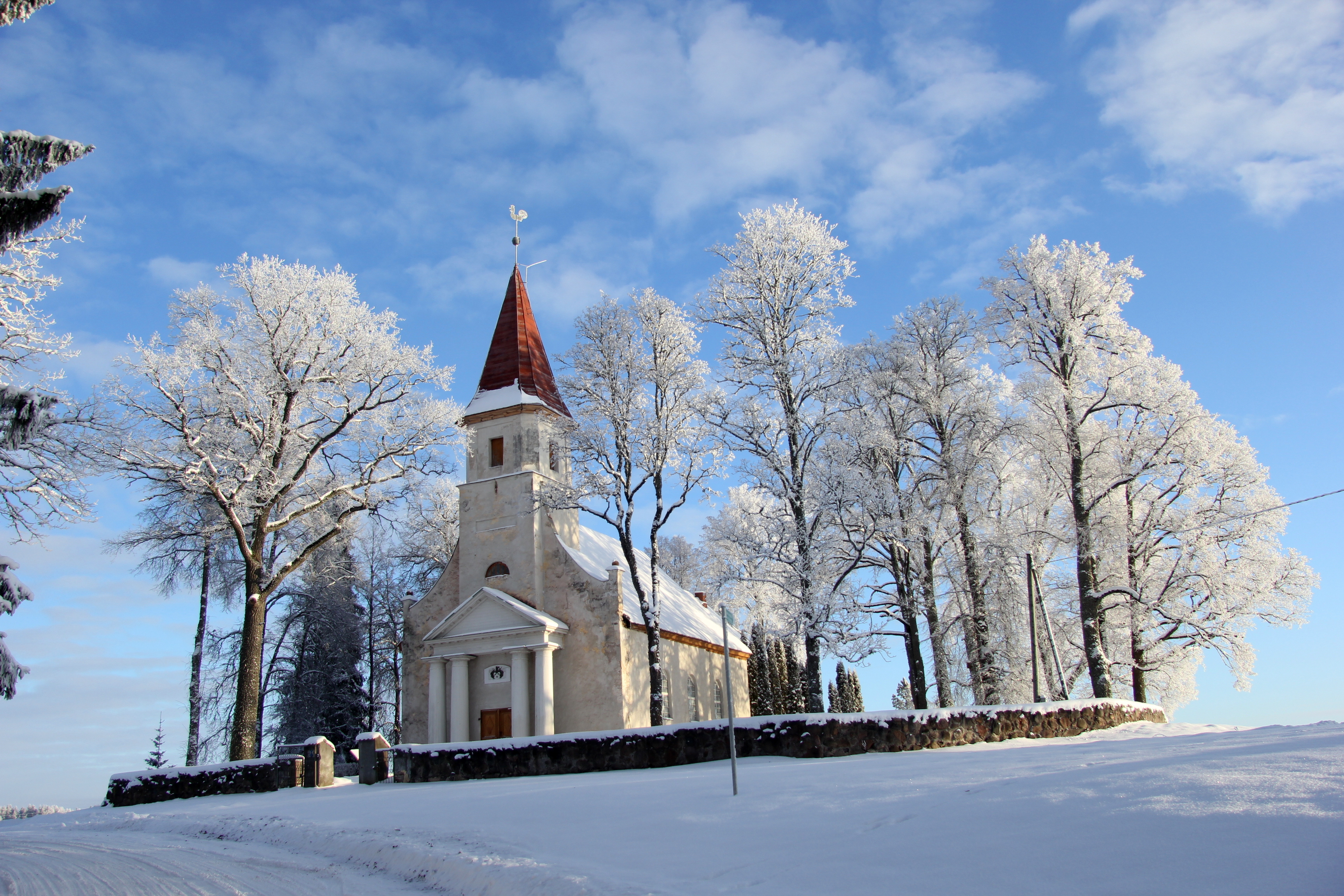
Lutherische Kirche Rubene, erbaut 1739
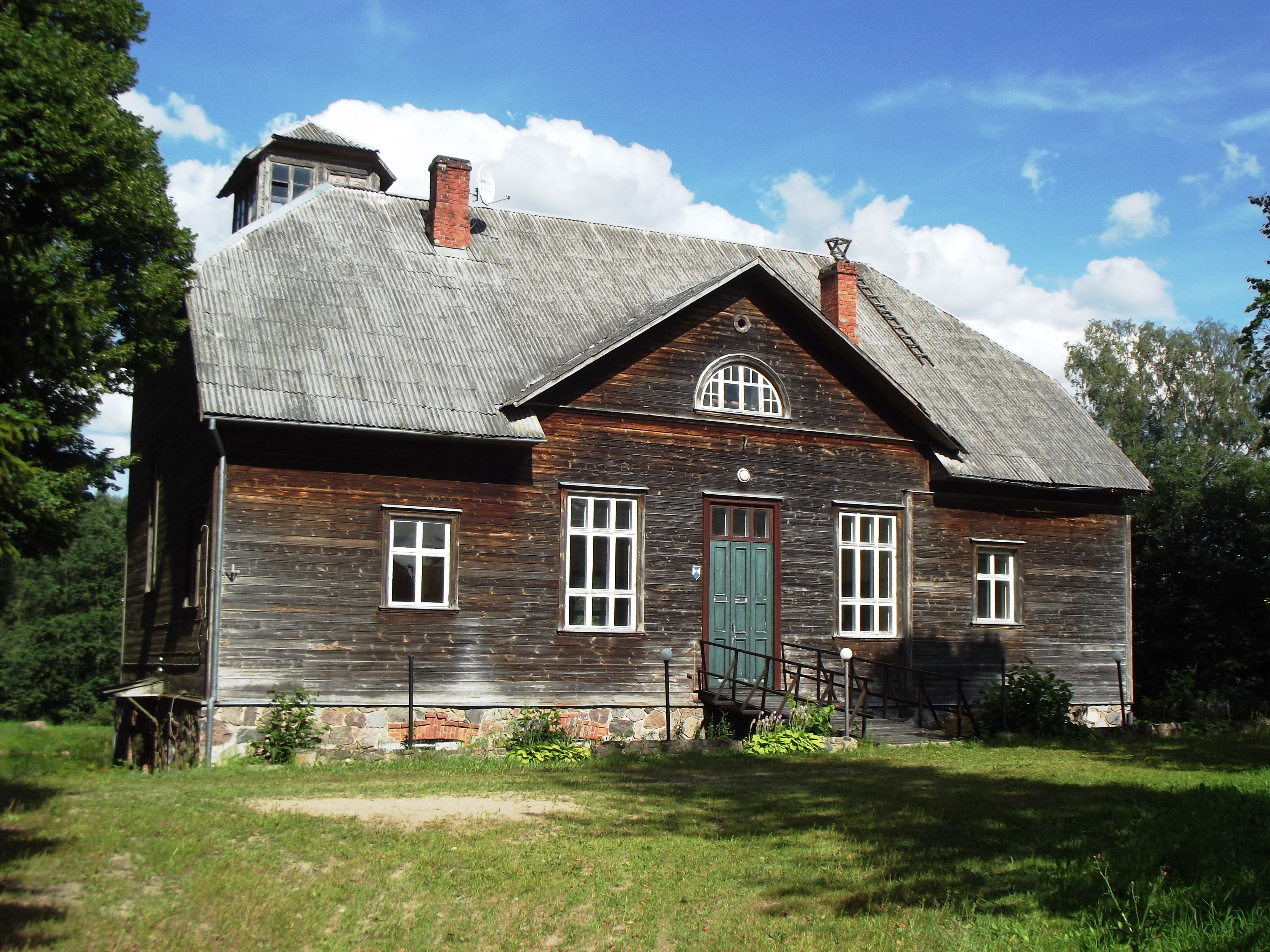
Wassermühle Mujāni
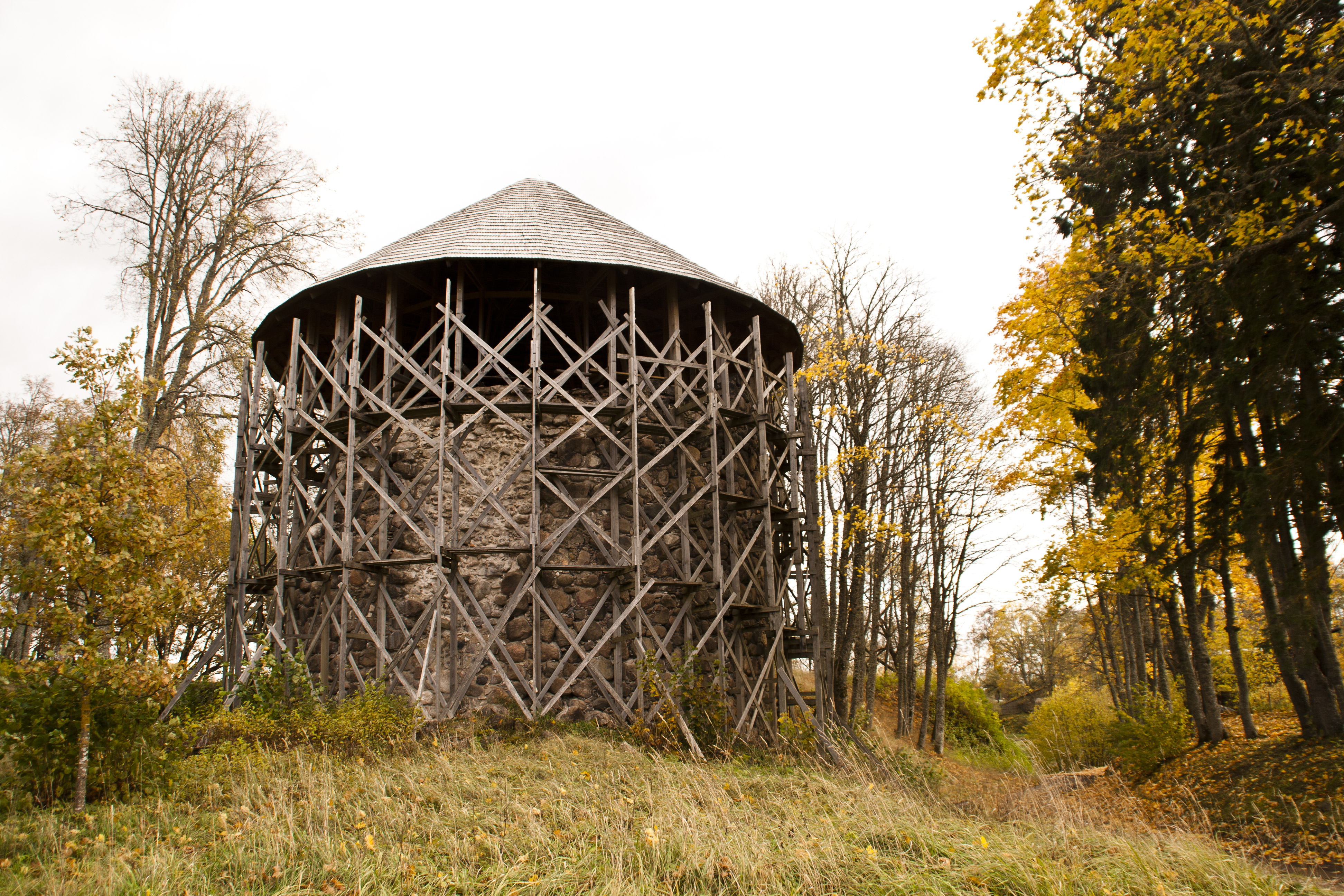
Ruine der Burg Mojahn in Mujāni